# On a le temps
Pour plus de détails, voir Fiche technique et Distribution.
On a le temps est un film dramatique français réalisé par Abdolreza Kahani, et sorti en 2014.

## Synopsis
Après quelques années d’études à Besançon, un jeune Iranien, Emad, a l’intention de se présenter comme modèle à une agence parisienne de mannequins qui l’a sollicité.
Ne souhaitant pas mettre au courant sa petite amie Caroline, il lui annonce qu’il doit regagner l’Iran. 
Quelques jours avant son départ, au moment où il va la quitter pour de bon, Caroline, mineure, lui annonce qu’elle est enceinte de lui, mais elle lui cache quelque chose…

## Fiche technique
- Réalisation : Abdolreza Kahani
- Scénario : Abdolreza Kahani
- Directeur de la photographie :
- Monteur : Shima Monfared
- Musique :
- Mixage :
- Chef décorateur : Moinreza Motallebi
- Costumière :
- Maquilleuse :
- Production :
- Coproduction :
- Distribution :
- Langue : français
- Dates de sortie : 
  - Festival international du film de Karlovy Vary : 10 juillet 2014
  -  France : 20 novembre 2014